# فرانکلین استال
 فرانکلین استال (انگلیسی: Franklin Stahl؛ زادهٔ ۸ اکتبر ۱۹۲۹) یک دانشمند در زمینه زیست‌شناسی مولکولی و ژنتیک اهل ایالات متحده آمریکا است.
وی همچنین برنده جوایزی همچون کمک هزینه گوگنهایم شده است.